# Klingenthal (Bas-Rhin)
Klingenthal é uma aldeia francesa localizada nas comunas francesas de Bœrsch e Ottrott, na região administrativa de Grande Leste, antiga região da Alsácia, no departamento de Baixo Reno. 
Klingenthal está localizada no distrito de Molsheim, a sete quilômetros da cidade de Obernai.
Klingenthal deve sua fama à sua antiga fabrica real de armas brancas fundada no século XVIII. É a Manufatura Real fundada pelo rei Luís XV, que deu origem e forma à aldeia. 
Ainda há muitos vestígios desse passado que fizeram o povo inteiro viver em seu tempo. Toda a aldeia é composta pelos antigos edifícios desta fábrica, e ainda há um museu dedicado à fábrica. No interior, coleções de máquinas e outras reconstruções de oficinas permitem realizar o trabalho da época. Também é possível admirar uma bela coleção de armas brancas antigas. 